# Папа Стефан VI
Папа Стефан VI (латински: Stephanus VI; умро августа 897.) је био 113. папа од 22. маја 896. године до своје смрти.

## Детињство и младост
Рођен је у Риму који је тада био део Папске државе. Папа Формоз поставио га је за епископа Анањија. Формоз је био у сукобу са моћном италијанском породицом која је управљала војводством Сполето. Формоз је умро 4. априла 896. године. Наследио га је папа Бонифације. Међутим, Бонифације је био папа свега петнаест дана. Према неким изворима, Бонифације је умро од гихта, а према другим изворима је збачен од стране војводе Сполета који је Стефану обезбедио понтификат. 

## Понтификат
Понтификат папе Стефана остао је упамћен по судском процесу према покојном папи Формозу. Под утицајем Ламберта од Сполета и његове мајке, Стефан је ископао Формозов леш и оденуо га у папску одећу. Потом га је поставио на престо и суочио са оптужбама папе Јована VIII. Пресудом је Формоз проглашен недостојним понтификата. Уследио је Damnatio memoriae, обичај који потиче још из античког Рима. Сва Формозова наређења су поништена. Папска одежда отргнута је са његовог тела, одсечена су му три прста, а леш му је бачен у Тибар. Овај догађај сматра се за један од најбизарнијих у историји папства и за један од најбизарнијих судских поступака. Судски поступак изазвао је негативне реакције у римској јавности. Убрзо су се појавиле гласине да је Формозово трупло исплутало те да је почело чинити чуда. Незадовољни грађани утамничили су Стефана, а потом га задавили (август 897). Нови папа постао је папа Роман. 